# ハンブルクの倉庫街とチリハウスを含む商館街
ハンブルクの倉庫街とチリハウスを含む商館街（ハンブルクのそうこがいとチリハウスをふくむしょうかんがい）はドイツの世界遺産の一つであり、ハンブルクが世界屈指の国際商業都市として急成長を遂げた19世紀後半から20世紀初頭の様子を伝える倉庫街（シュパイヒャーシュタット）と商館街（コントーアハウス地区）を対象としている。登録名にあるように、後者にはフリッツ・ヘーガーによる表現主義建築の傑作チリハウスが含まれる。

## 歴史
ハンブルクはかつてハンザ同盟の主要都市として栄えた。しかしながら、現代のハンブルクの街並みには、そのころの面影は乏しい。その一因は、ダイヒ通りが火元となったハンブルク大火（1842年）による焼失である。
17世紀以降、ハンザ同盟は衰退に向かった。しかし、18世紀以降のハンブルクは、アメリカ合衆国の独立やラテンアメリカ諸国の相次ぐ独立に後押しされ、ハンブルク・アメリカ郵船会社が急成長を遂げたことをはじめ、経済的に最盛期を迎えた。

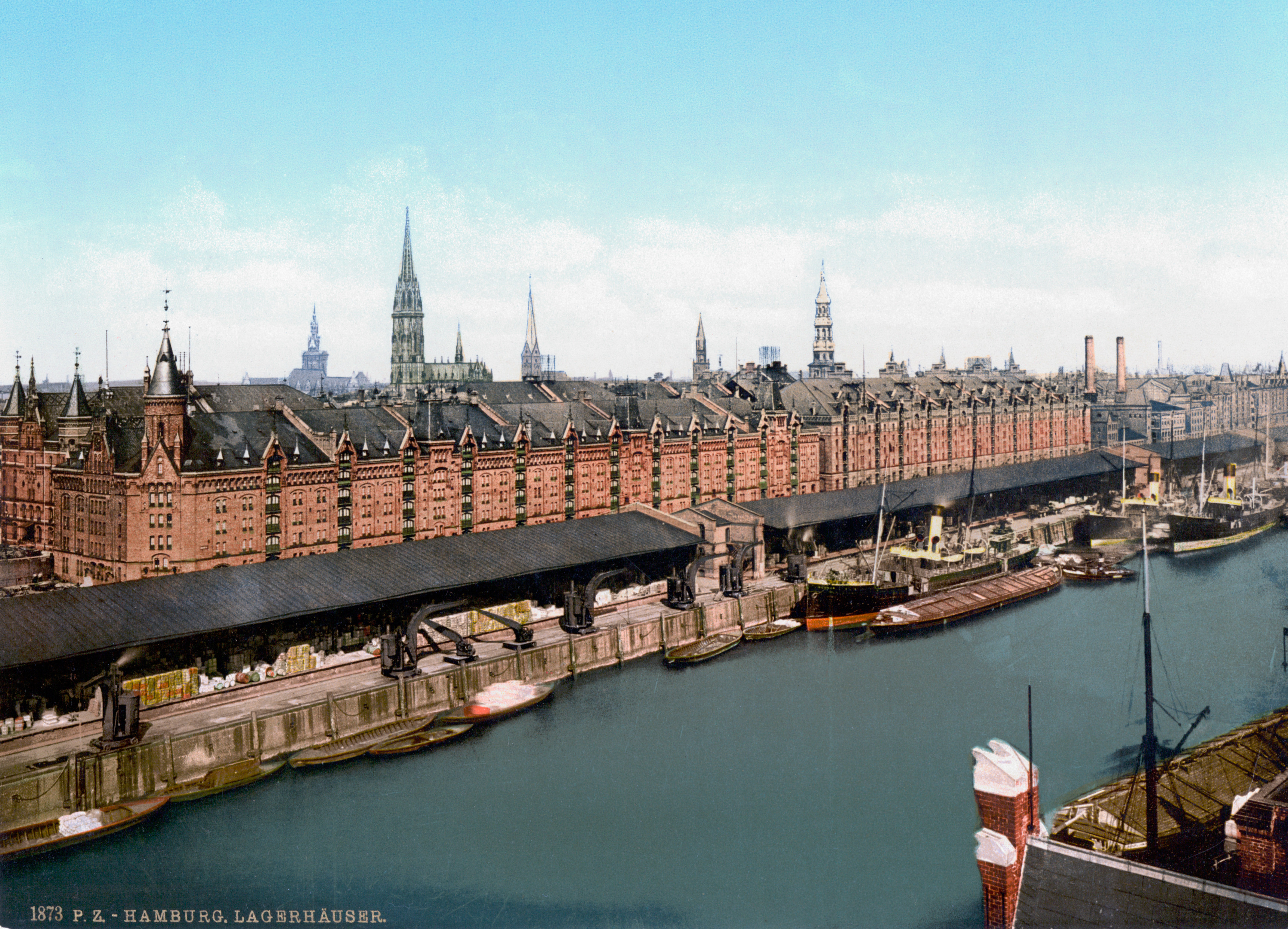
1890年頃のシュパイヒャーシュタット

ハンブルクは中世以来、経済的独立性を保ち、ドイツ関税同盟（1834年）が成立した後も加わることはなかったが、1871年のドイツ帝国成立で情勢が変化した。首相オットー・フォン・ビスマルクがハンブルクをドイツ関税同盟に組み込むことを決め、その旨を1880年に通告したのである。それに対し、ハンブルクの商人団はビスマルクと交渉し、自由港地区は残すことと、1881年から1888年を移行期間とした上での加入とすることを承認させた。ハンブルクはこの移行期間中にハンブルク港を整備したが、その際には2万人以上の住民を立ち退かせ、既存の建物もことごとく撤去し、まったく新しい港へと生まれ変わらせた。世界遺産に登録されたシュパイヒャーシュタットの倉庫群も、このときに形成され始めたのである。
ビスマルクとの合意通り、1888年には関税同盟に加入し、ハンブルク港に自由港が改めて公式に開かれた。19世紀前半に5万人に過ぎなかった人口も急増し、20世紀初頭のハンブルクは百万都市となった。
さて、その頃、すなわち1896年（大不況の終わった年）から1913年（第一次世界大戦前年）の世界経済はというと、重化学工業を中心に工業生産が急伸しており、1873年（大不況の始期）からでは、実に約4倍の伸びを見せていた。それに伴い、世界の貿易総額は、第一次産品も第二次産品も約3倍に成長しており、ドイツはその中にあって世界2位の貿易額を占めていた。ドイツの場合、貿易の成長は工業発展に裏打ちされており、イギリスがなおも繊維品が首位を占めていたのと異なり、鉄鋼（12.5%）を皮切りに重化学工業の品々が輸出の4割近くを占め、その7割以上が欧州市場向けとなっていた。他方で輸入は、アメリカ合衆国やアルゼンチンなどをはじめとする国々からの工業原料や食料品が主であった。
このような環境の中、第一次世界大戦直前にはハンブルク・アメリカ郵船会社は海運会社として世界最大となり、第二次世界大戦前には国際貿易港としてのハンブルクは世界4位にまで成長していた。第二次世界大戦で半分以上が破壊されたものの（ハンブルク空襲も参照）、その後再建され、現代のハンブルクはドイツ最大の貿易港であるとともに、2010年代半ばにはロッテルダム港に次ぐ欧州第2位の貿易港の地位を占めている。2017年にG20首脳会議開催地となった際には、歴史的に自由貿易を象徴する都市として、反保護主義のメッセージを発するのに好適な場所などといわれた。

## 構成資産

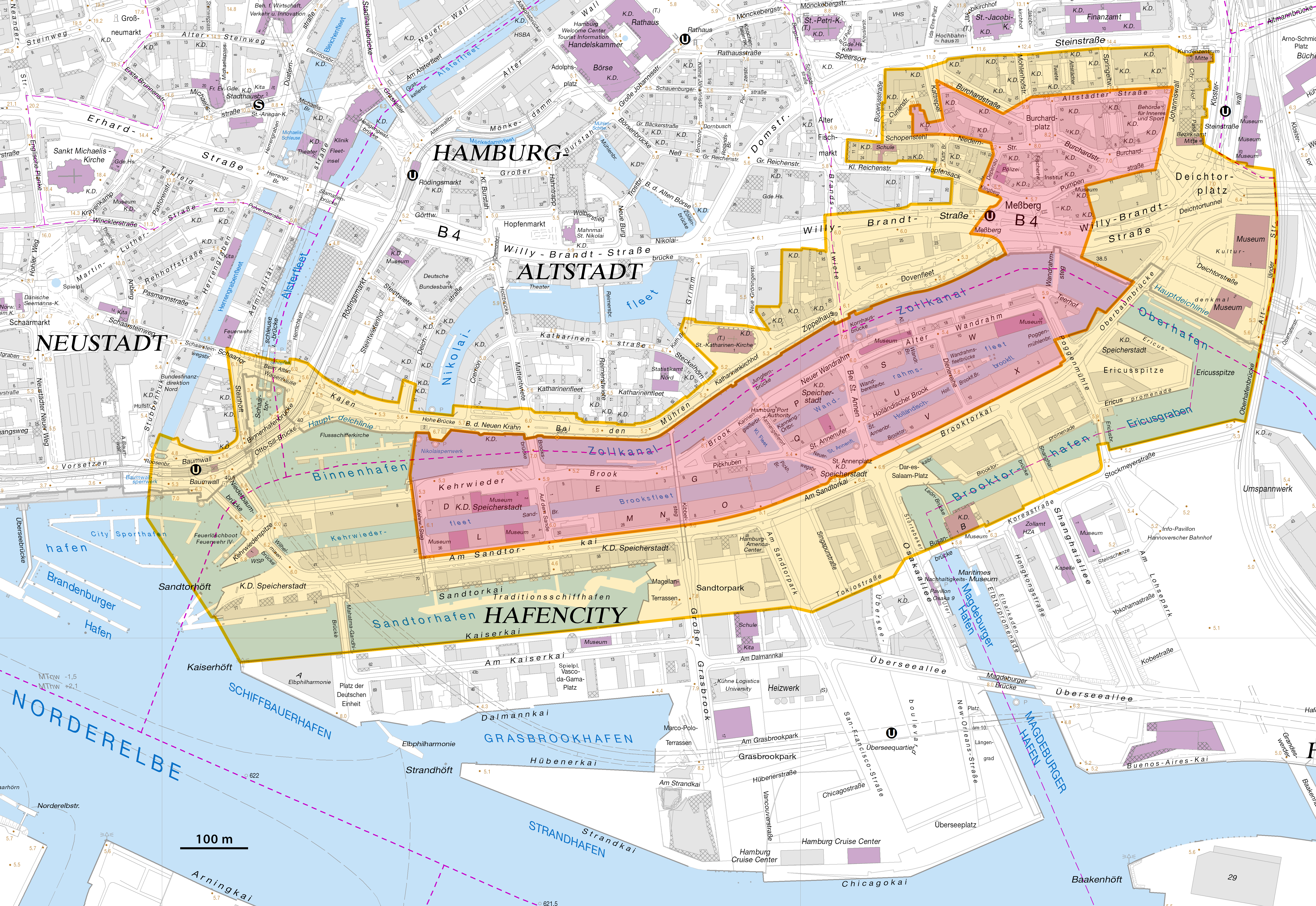
世界遺産登録範囲（赤）および緩衝地域（黄）

世界遺産の登録対象は、19世紀後半から20世紀初期に、それまであった建物群を取り壊して新たに形成された街区である。その時期は、前述のように国際的にも貿易が急成長していた時期と重なっており、そのような国際貿易の急成長が都市計画にもたらした影響を伝えるものとして、評価されたのである。

### シュパイヒャーシュタット

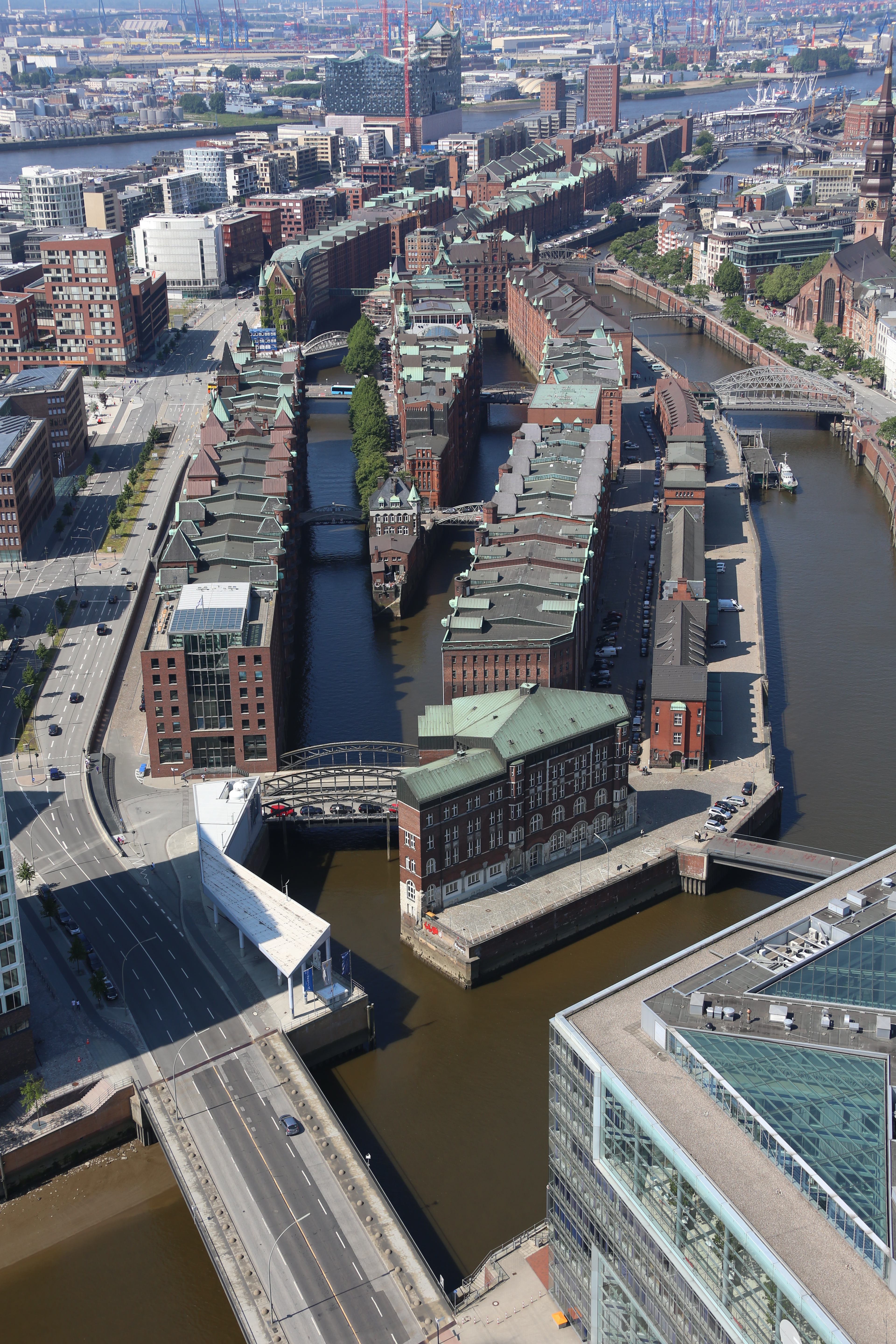
上空から見たシュパイヒャーシュタット

シュパイヒャーシュタット (Speicherstadt) はエルベ川の中洲に、19世紀以降発達した倉庫の建ち並ぶ地区である。自由港に形成された倉庫群で、19世紀末の時点では倉庫街として世界最大規模だった。その延べ床面積30万平方メートルは、まとまった倉庫群の規模としては、現代においても世界最大級である。
シュパイヒャーシュタットはドイツ関税同盟に組み込まれる前の移行期間中に建てられ始めた。1881年に持ち上がった計画が1883年にビスマルクの許可を得た後、1885年設立のハンブルク自由港倉庫建築組合 によって実現した。その実現に大きな影響力を持ったのが、1872年にハンブルク建設局の主任技師に就任したフランツ・アンドレアス・マイヤーである。マイヤーはハンブルク出身だが、ハノーファーで建築を学んだため、歴史主義建築の中でも当時「ハノーファー派」と呼ばれたレンガ造りのネオ・ゴシック様式の影響を強く受けた。その結果できあがったネオ・ゴシック様式の倉庫群の重厚な外観などは、城に例えられることもある。その倉庫群は、レンガ造りの7階建てで、上部には軒蛇腹、階段状の張り出し切妻といった装飾要素がいくらか存在する。
倉庫はいくつもの区画（ブロック）に分けられており、その建築は1885年から1927年まで、以下の3段階に分けられる。
- 第1期（1885年 - 1888年） - ブロックAからOまで（FとIは欠番[30]）。
- 第2期（1891年 - 1896年） - ブロックPおよびブロックQ/R。普通、ブロックは運河などで隔てられるが、QとRは連続している。
- 第3期（1899年 - 1927年） - ブロックSからXまで。ただし、ほとんどは1912年までには完成しており[10]、専門家には全計画の終了時期を1912年としている文献もある[31]。第3期にハンブルクの建築で中心的地位を占めたのはフリッツ・シューマッハー（後述）で、彼はコントーアハウス地区の商館建築ではハノーファー派に批判的な立場をとるのだが、倉庫群については第2期までのハノーファー派の様式を踏襲した[32]。

なお、ブロックA, B, C, J, K, MおよびOの東部は第二次世界大戦時に全壊しており、そのうち、いくつかの再建されなかった（または全く別の建物が建てられた）ブロックは世界遺産の対象からは除外されている。
倉庫群は関税運河 (Zollkanal) などに面しており、船から直接荷揚げできるようになっている。荷揚げする際には屋根から下がる滑車を利用したが、その中には世界遺産登録時点でも稼動しているものもある。19世紀の主な取扱商品はタバコ、生糸、香料などで、特にカカオ豆、コーヒー、絨毯の取扱量は世界最大だったとされる。
自由港地区が形成された当初は居住に使うことは認められていなかったが、このルールは1997年に改正された。一帯は、大規模なウォーターフロント再開発の一端として、いわゆる「ハーフェンシティ」に含まれているが、シュパイヒャーシュタットは可能な限り、修復・保存する方針が採用された。ただ、シェンゲン協定の広まりにともなって自由港としての意義が薄れた結果、使用されなくなった倉庫の中には、IT企業などが入って再利用している事例もある。
世界遺産には、当時の姿をとどめる15のブロックと、関連する6つの旧施設、すなわち旧ボイラー棟 (Boiler House)、旧中央動力棟 (Central Power House)、旧コーヒー取引所 (Coffee Exchange)、旧有人火災報知棟 (Manned Fire Alarm Station)、旧巻き揚げ機操縦士棟 (Winch Operator’s House)、旧税関 (Customs Buildings) が含まれる。

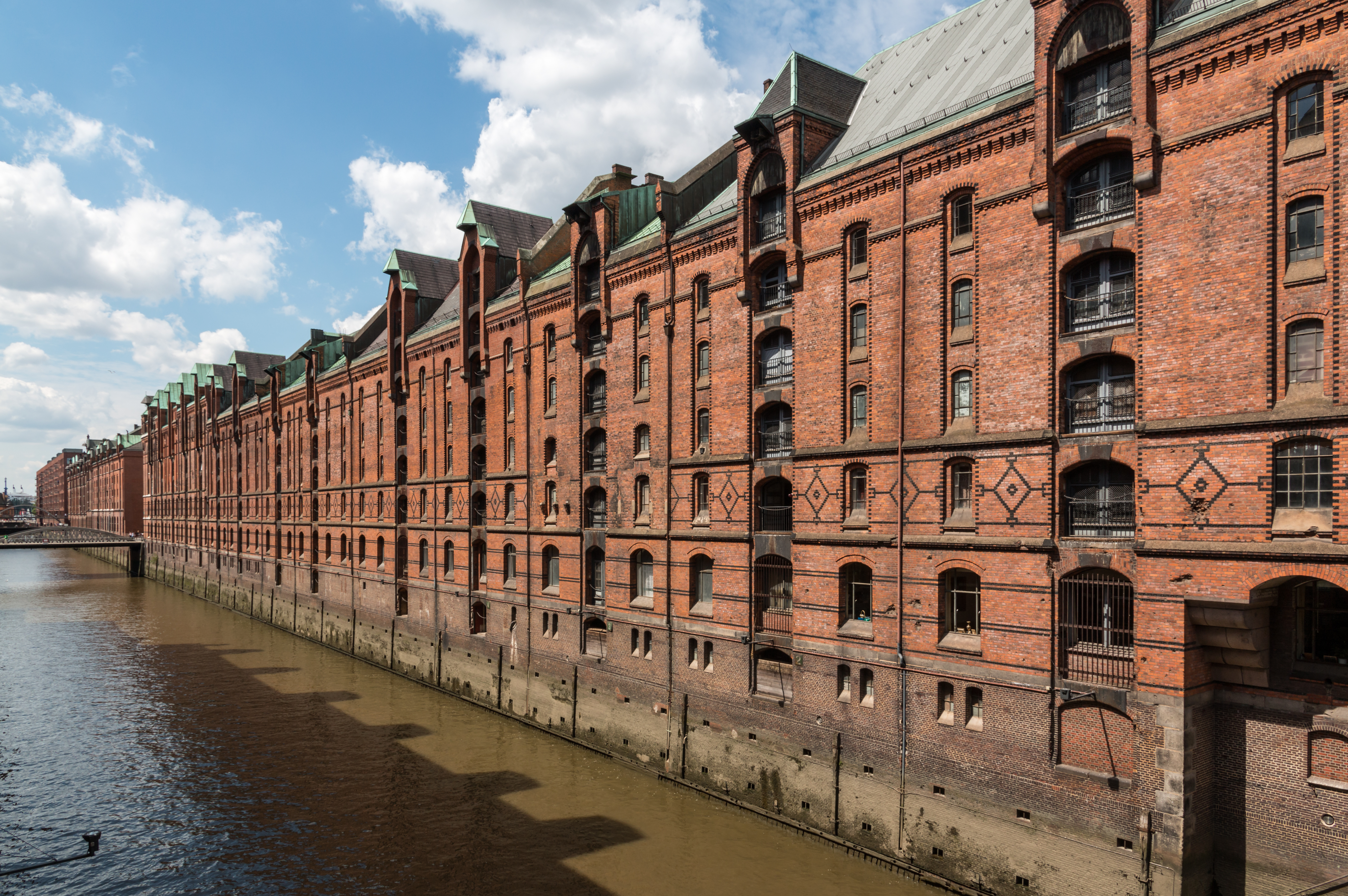
ブロックE
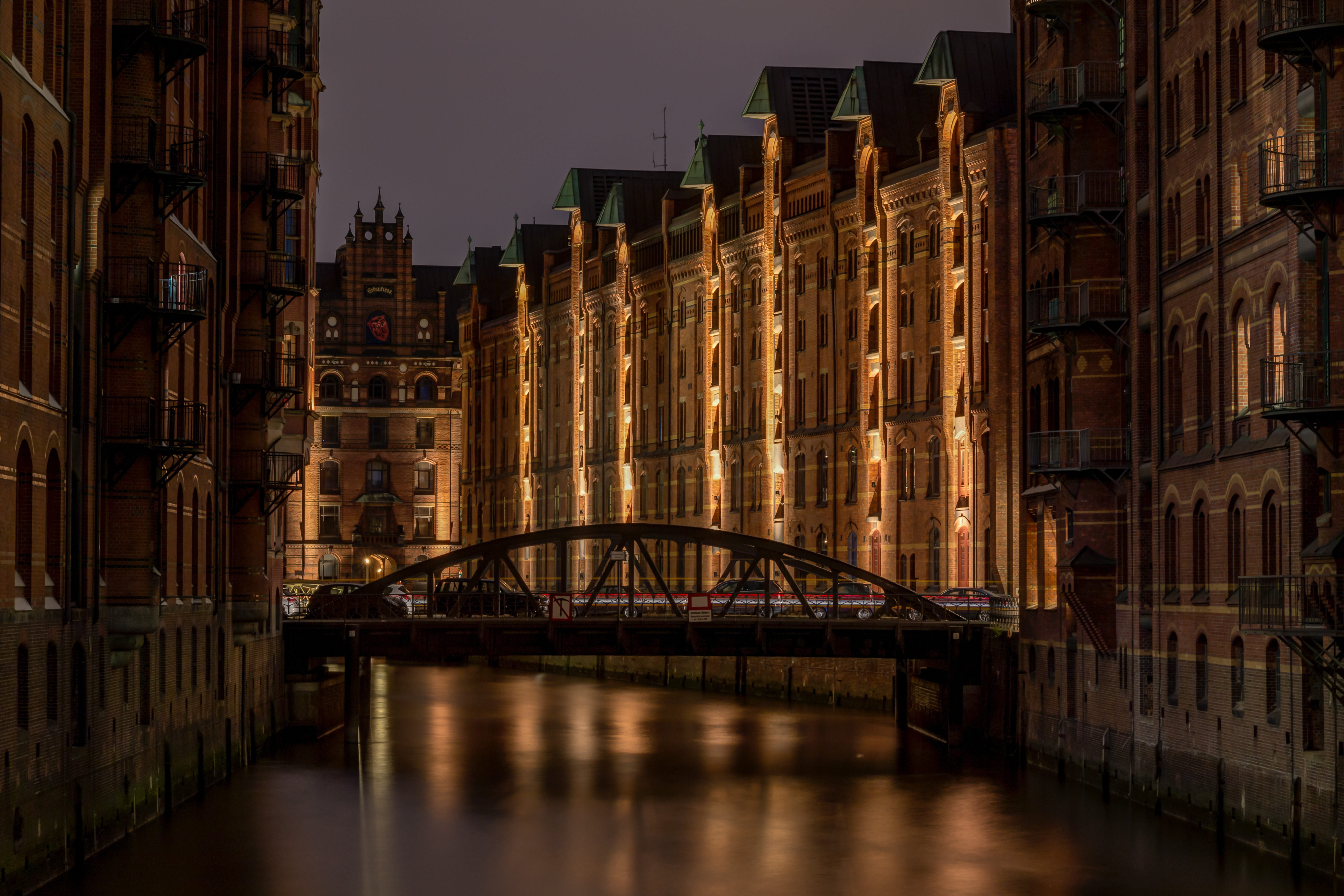
ブロックP
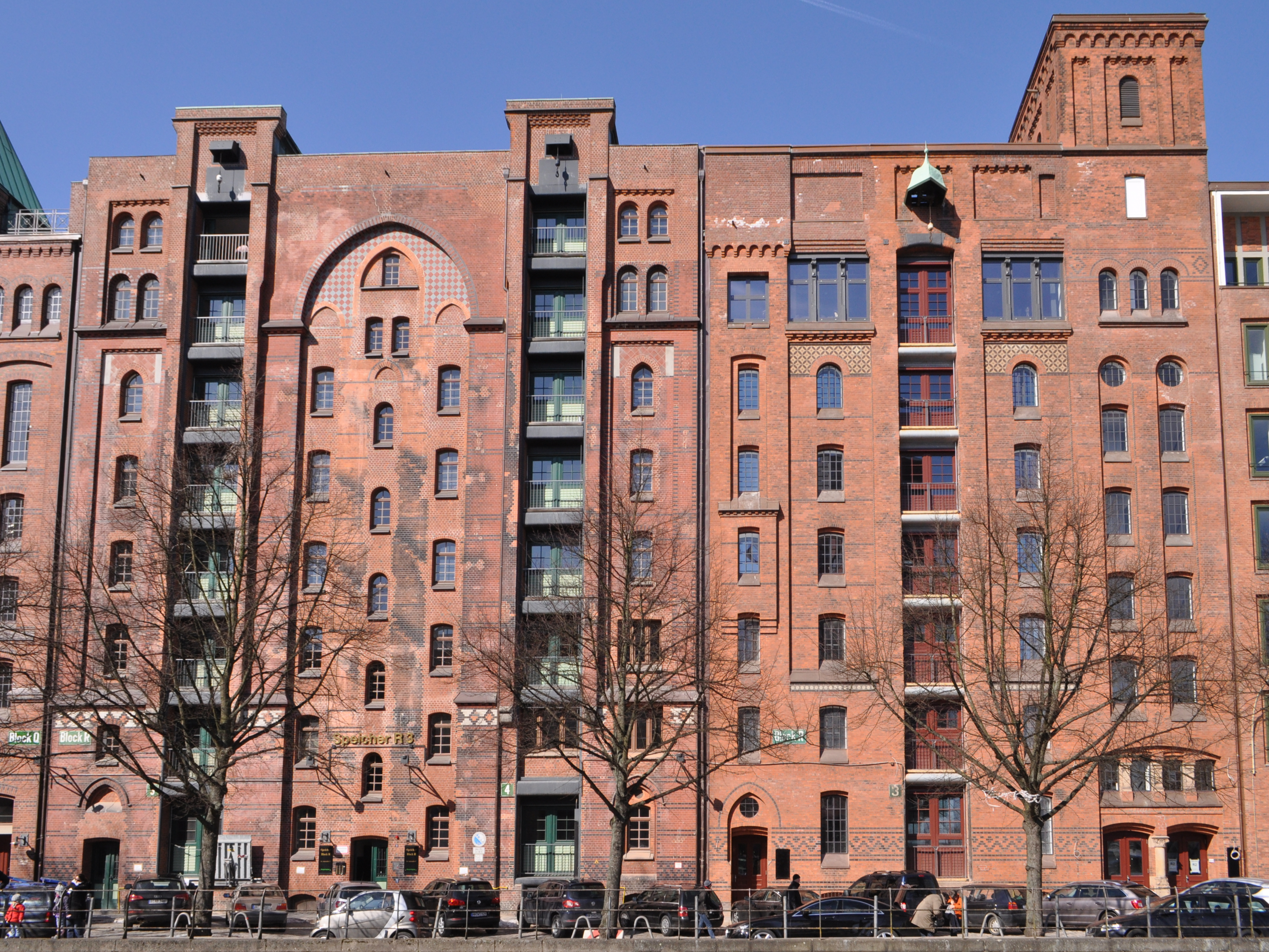
ブロックR
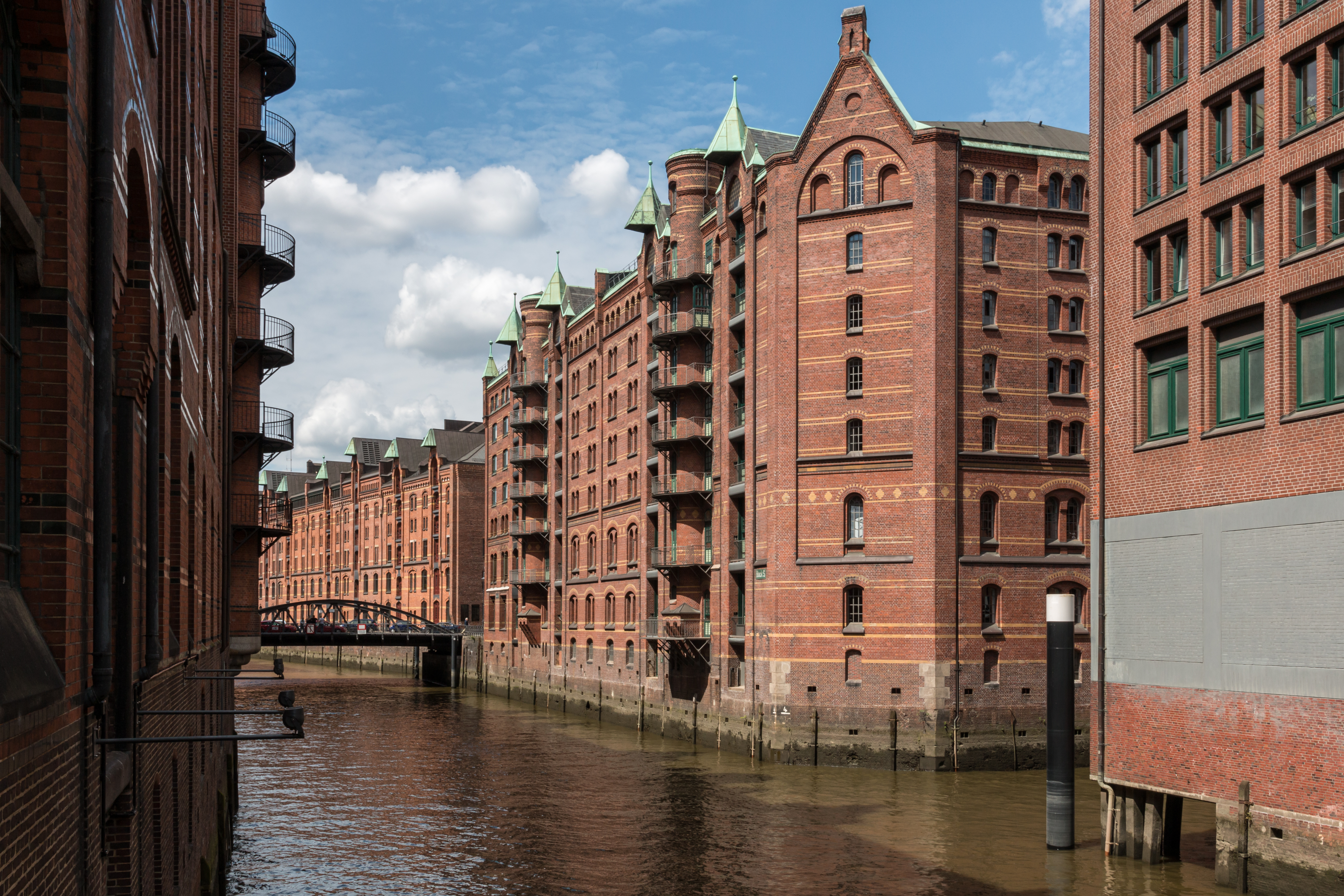
ブロックS
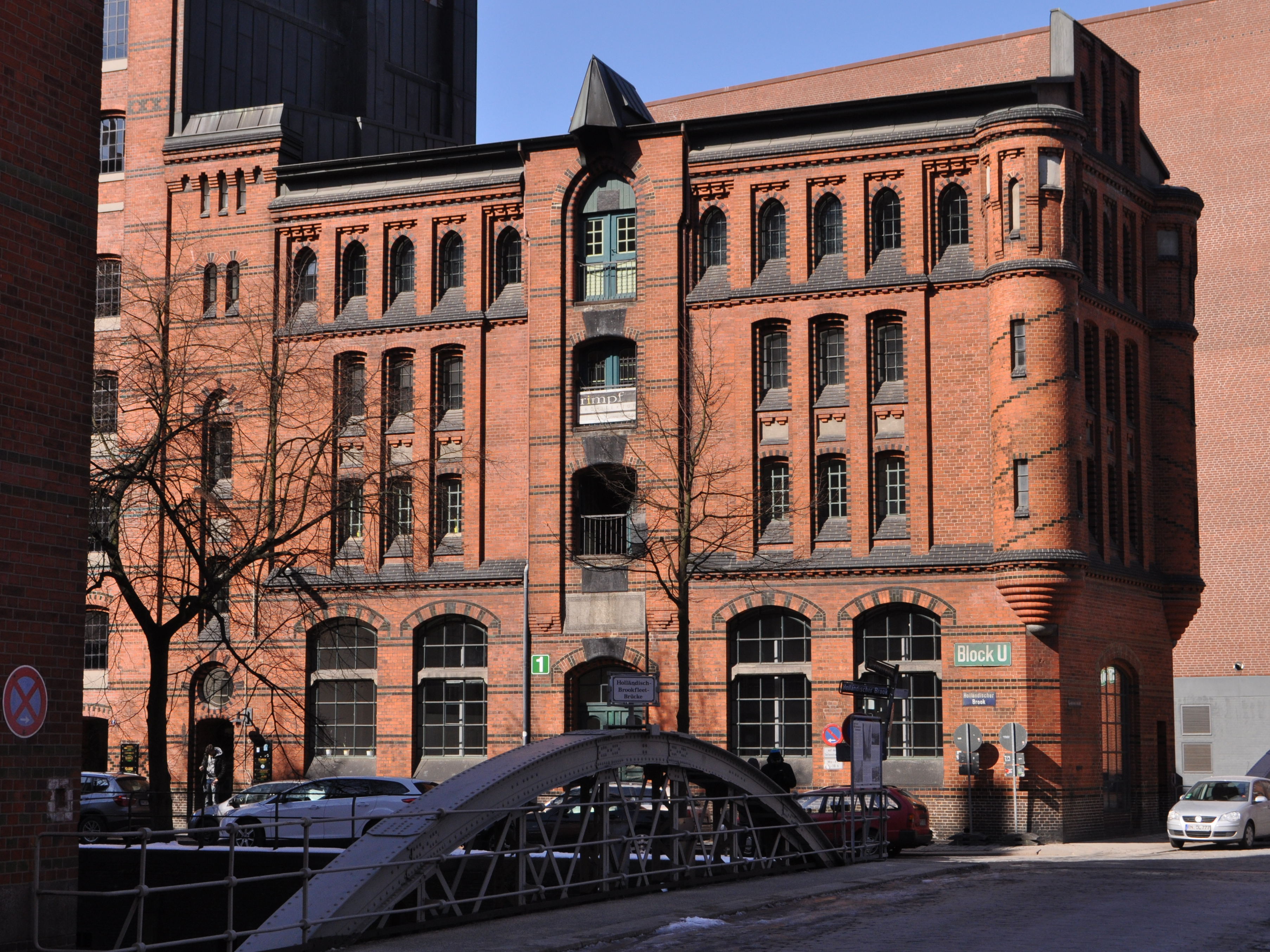
ブロックU
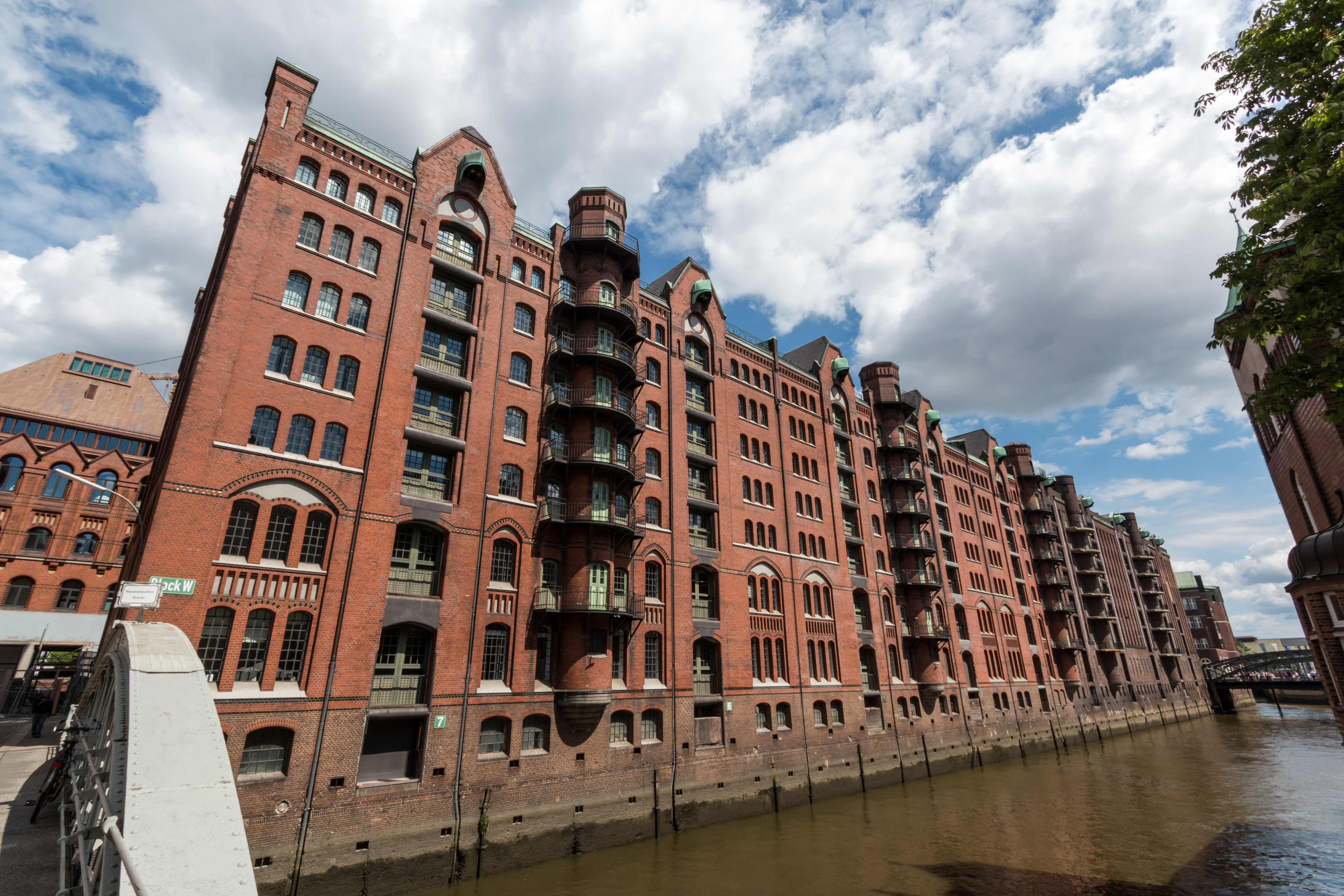
ブロックW
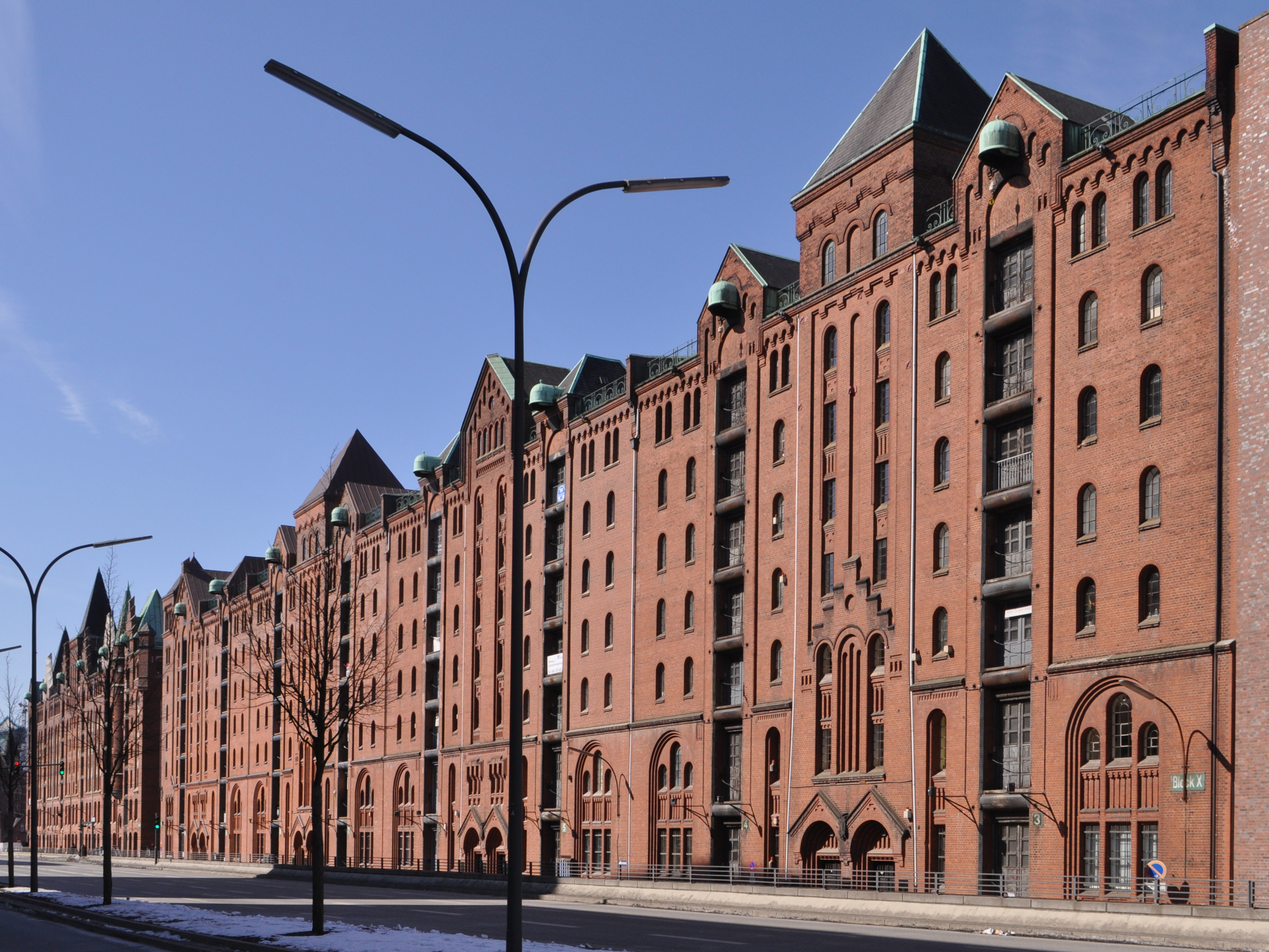
ブロックX

### コントーアハウス地区
コントーアハウス地区 (Kontorhausviertel)は、シュパイヒャーシュタットに隣接するオフィスビル街である。19世紀後半から20世紀初頭に形成された一連のオフィスビルはコントーアハウス (Kontorhaus) と呼ばれ、日本では「商館（建築）」などと訳出される。

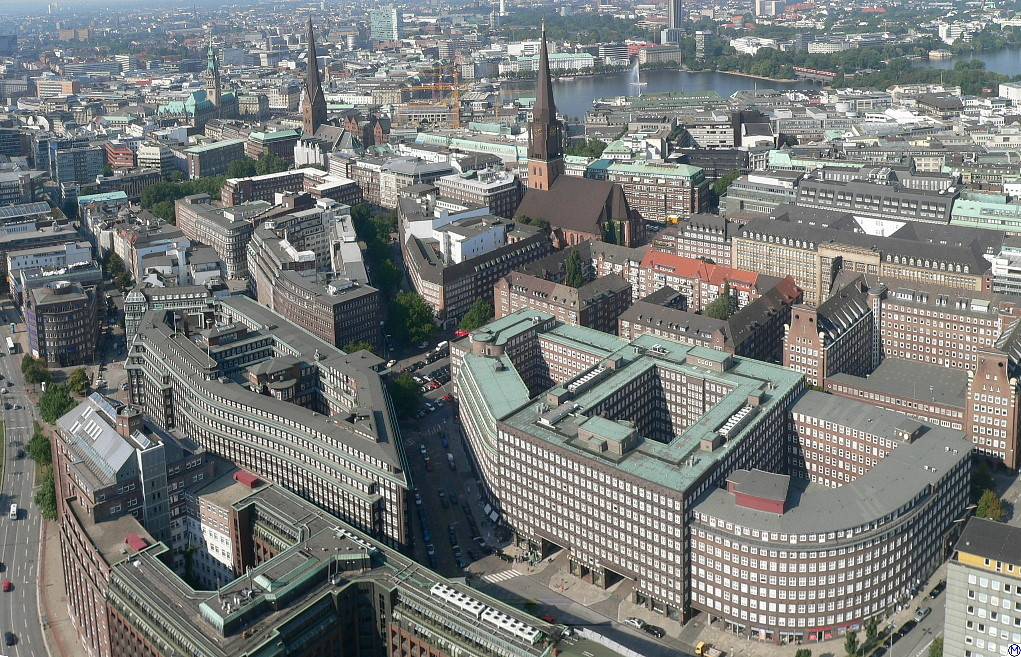
上空から見たコントーアハウス地区。画像左側にあるのがチリハウス。

それらは倉庫街の形成と急速な経済発展に対応して求められるようになったものだが、19世紀末から20世紀初頭にかけてドイツで見られた故郷保護運動およびそれに基づく故郷保護建築・故郷様式の影響を受けた。それらの運動や様式は工業化や合理主義化への反動という側面を持ち、アイデンティティを伝統の中に求めることを志向していたので、ハンブルクにおいても北ドイツの伝統的様式が再評価された。そして、ハンブルクにおいてどのような商館が望ましいかという議論になった際には、シカゴ流の合理性最優先の高層建築は拒絶され、歴史的価値や建築的価値を尊重する観点から、7階建てから11階建てまでとすることが決められた。
この商館建築の躯体は鉄骨鉄筋コンクリート構造で作られていた。外装材は、19世紀末の時点までは、主に漆喰によりネオ・ルネッサンス様式の仕上げが採用されていたが、故郷保護運動のイデオロギーにより故郷性(Heimatlichkeit)が重視され、北ドイツでの伝統的素材であるレンガが注目された。もともと北ドイツでは石材の調達が難しいこともあり、12世紀頃からレンガ建築が広まっていたのである。19世紀末以降、レンガの中でも色彩、硬度、対候性に優れたクリンカー煉瓦が普及したことも、これを後押しした。
ハンブルクの故郷保護運動の中心人物は、ハンブルク美術館館長のアルフレート・リヒトヴァルクで、その理念の下で建築を進めたのがハンブルク市建築監理長官アルバート・エルベであった。レンガの商館建築では、当初彼らの影響が大きかったが、大きな画期となったのはフリッツ・シューマッハーであった。
1909年にハンブルクの都市建築主監として招かれたシューマッハーはブレーメン出身で、ドレスデン工科大学教授となったあと、ドイツ工作連盟結成にも参加した。シューマッハーは、ハンブルクに招聘されたあと、その地の伝統の影響を受け、建材にレンガを取り入れるようになり、「急勾配の屋根、三角形の妻壁の強調、白い格子状の窓の建具」などの伝統を尊重した様式を採用した。のみならず、後にはハンブルクで確立した様式を、積極的に他の地域にも広めていくようになった。
シューマッハーはその著書『現代煉瓦建築の本質』（1917年）で、自然と人間の統一を志向し、それを具現する材質としてのレンガの特性と優位性とを詳しく論じた。しかし、レンガが伝統的な建材だからといって、ハノーファー派のような過去の様式への回帰は拒絶し、レンガを駆使した表現主義建築という、新たな様式が発展する基盤となった。
このシューマッハーの影響により、ヘルマン・ディステル、ゲルソン兄弟 (Hans_und_Oskar_Gerson)、フリッツ・ヘーガーおよびその弟ヘルマン・ヘーガーなどが、レンガによる商館建築を手がけていった。
その中でも最高傑作とされるのがチリハウスだが、これは次節に別記する。他の商館建築としては、7階建てのミラマール＝ハウス（Miramar-Haus, 1921年 - 1922年）、10階建てのメースベルクホーフ（Messberghof, 1922年 - 1924年）、9階建てのモンタンホーフ（Montanhof, 1924年 - 1926年）、8階建て及び9階建てのシュプリンケンホーフ（Sprinkenhof, 1927年 - 1932年）などがある。北ドイツ表現主義建築について博士論文をまとめた長谷川章は、これらを手がけた表現主義建築家たちの共通点を「ぎざぎざの形態の多用」「クリスタルや星形のモチーフ」「3角形の窓・柱・プラン」「煉瓦の多用」「外観の垂直性の強調」「平滑な壁面のテキスタイル状の装飾」「セラミックの彫刻」「白い梯子状の桟の窓」とまとめ、ベルリンなどの表現主義建築にも共通する要素と、北ドイツの伝統的な要素との融合が見られるとした。

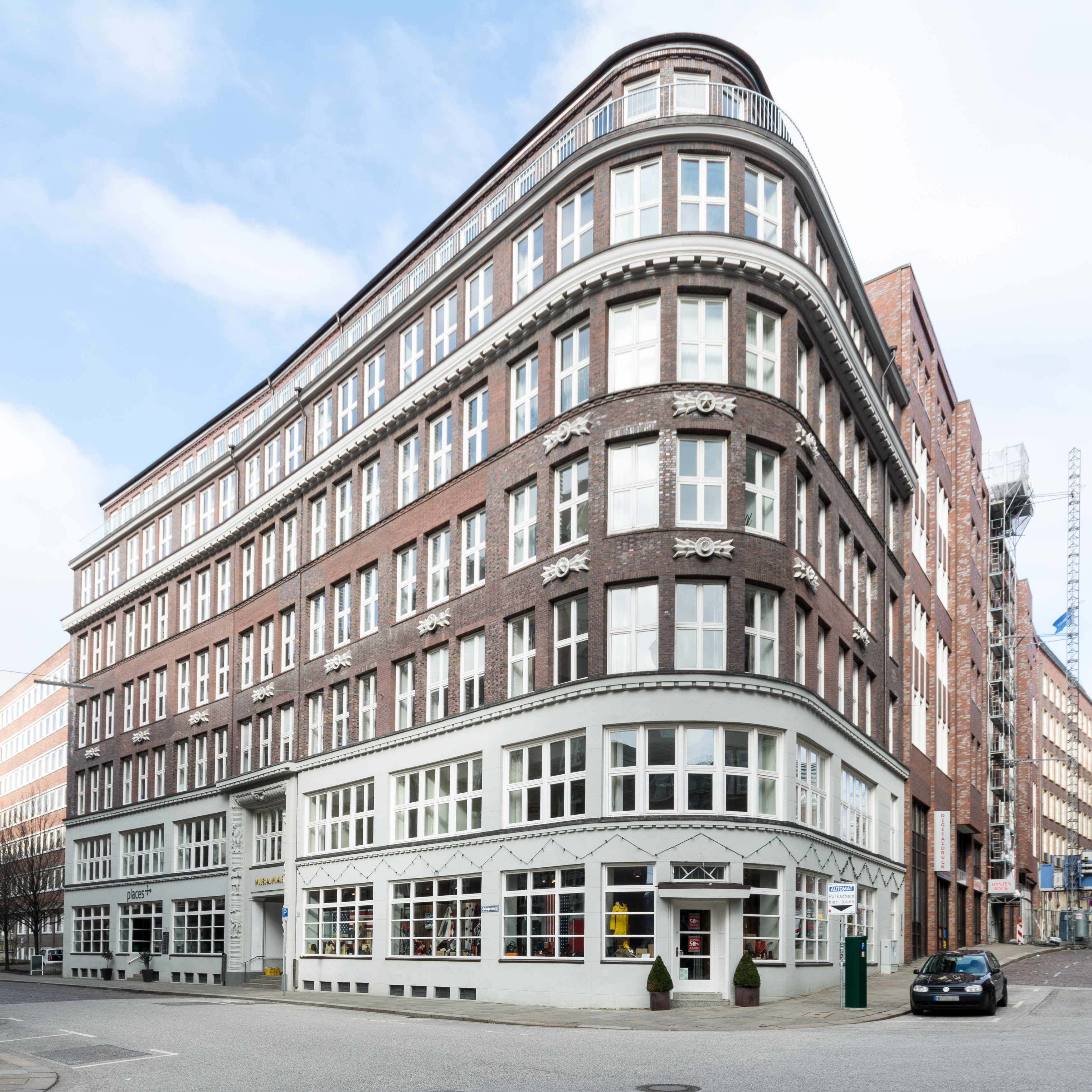
ミラマール＝ハウス
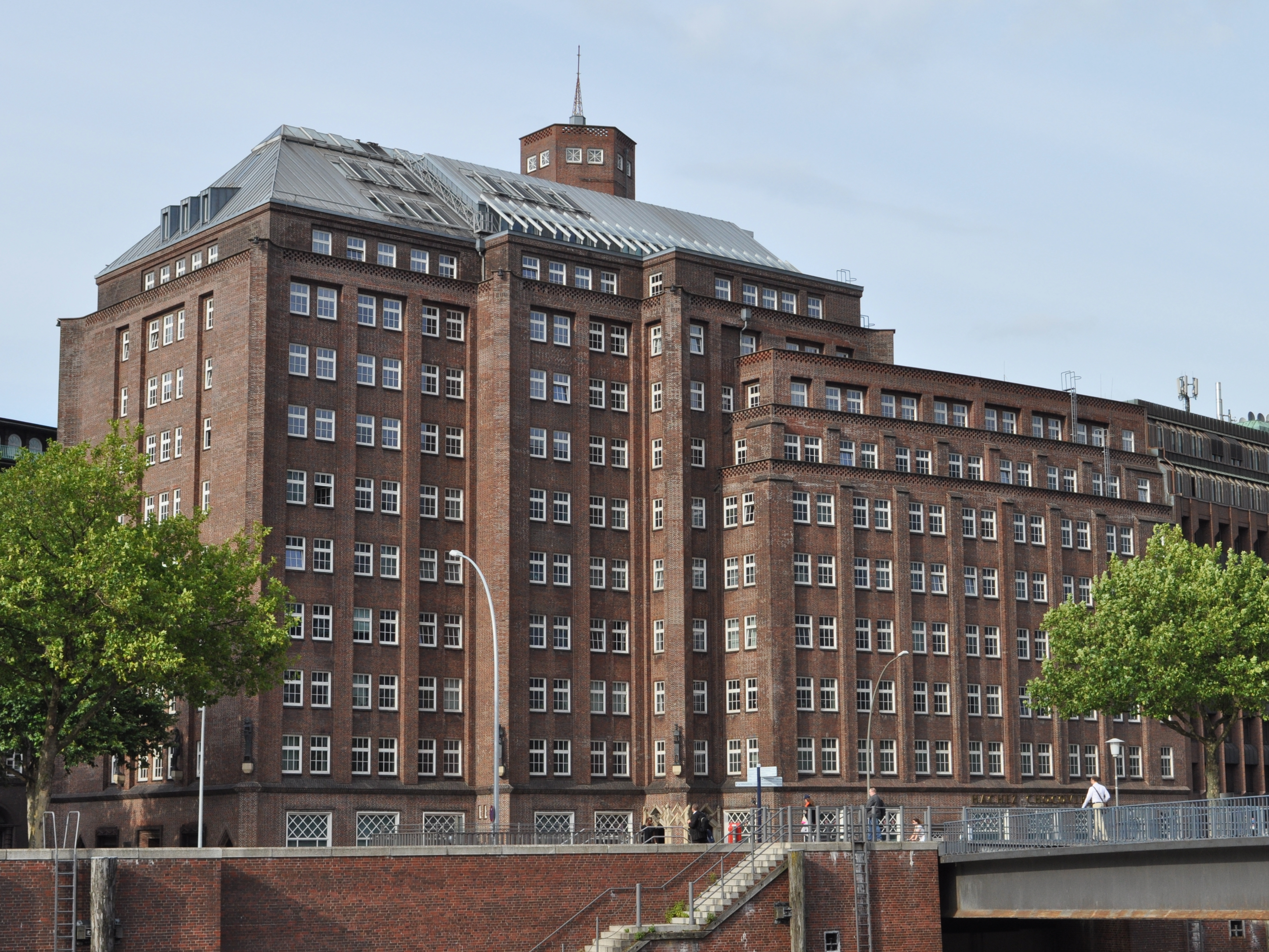
メースベルクホーフ
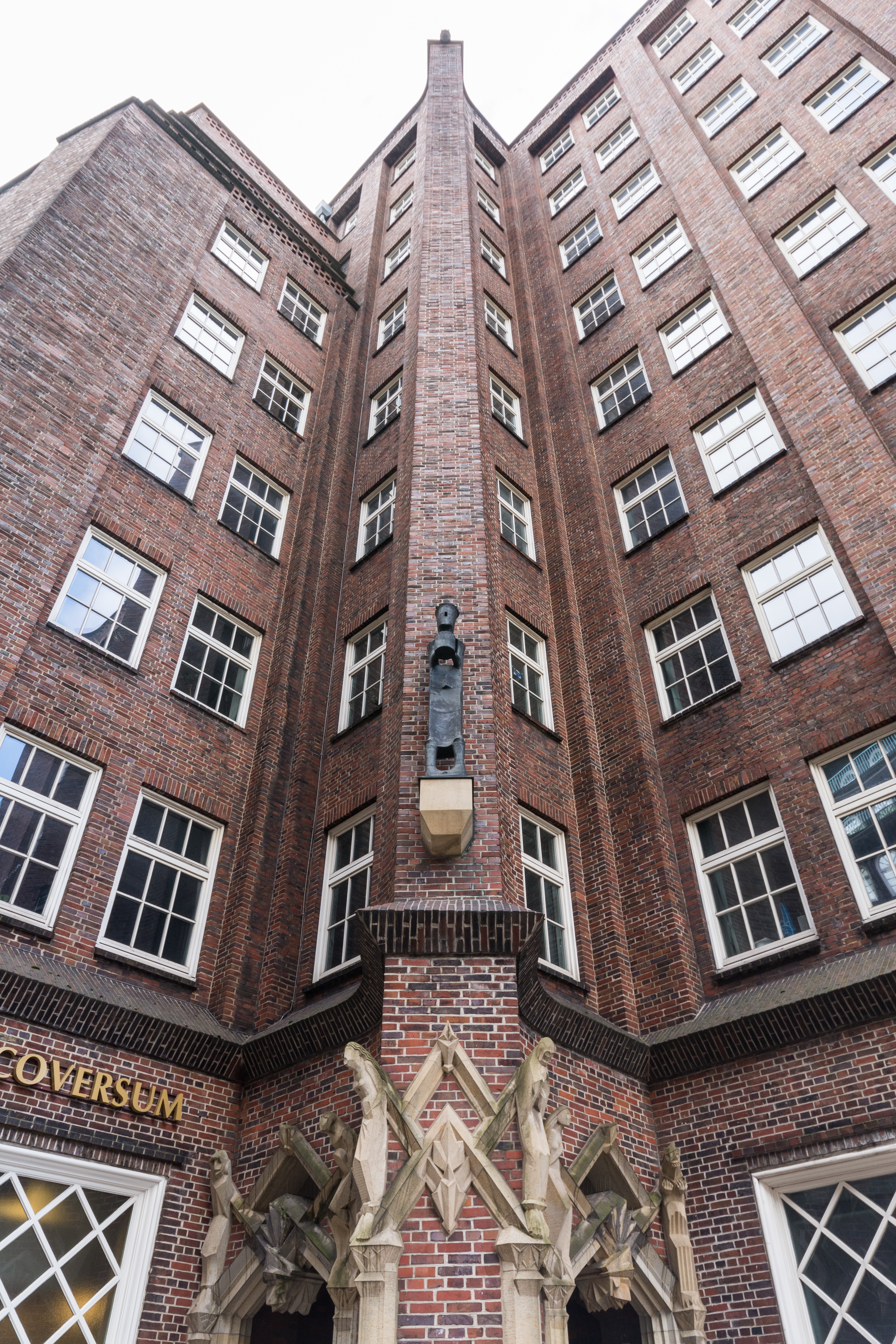
メースベルクホーフ（拡大）
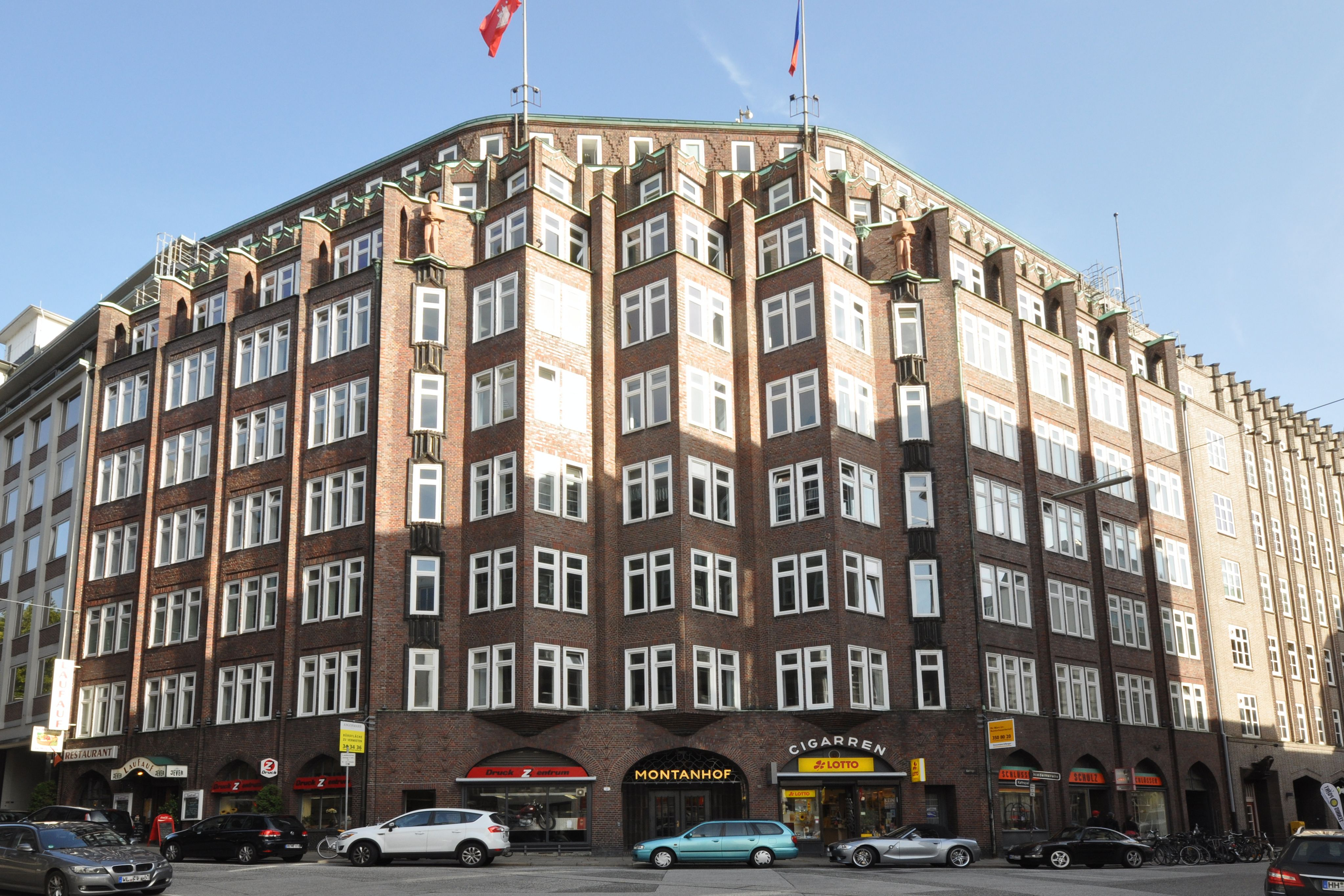
モンタンホーフ
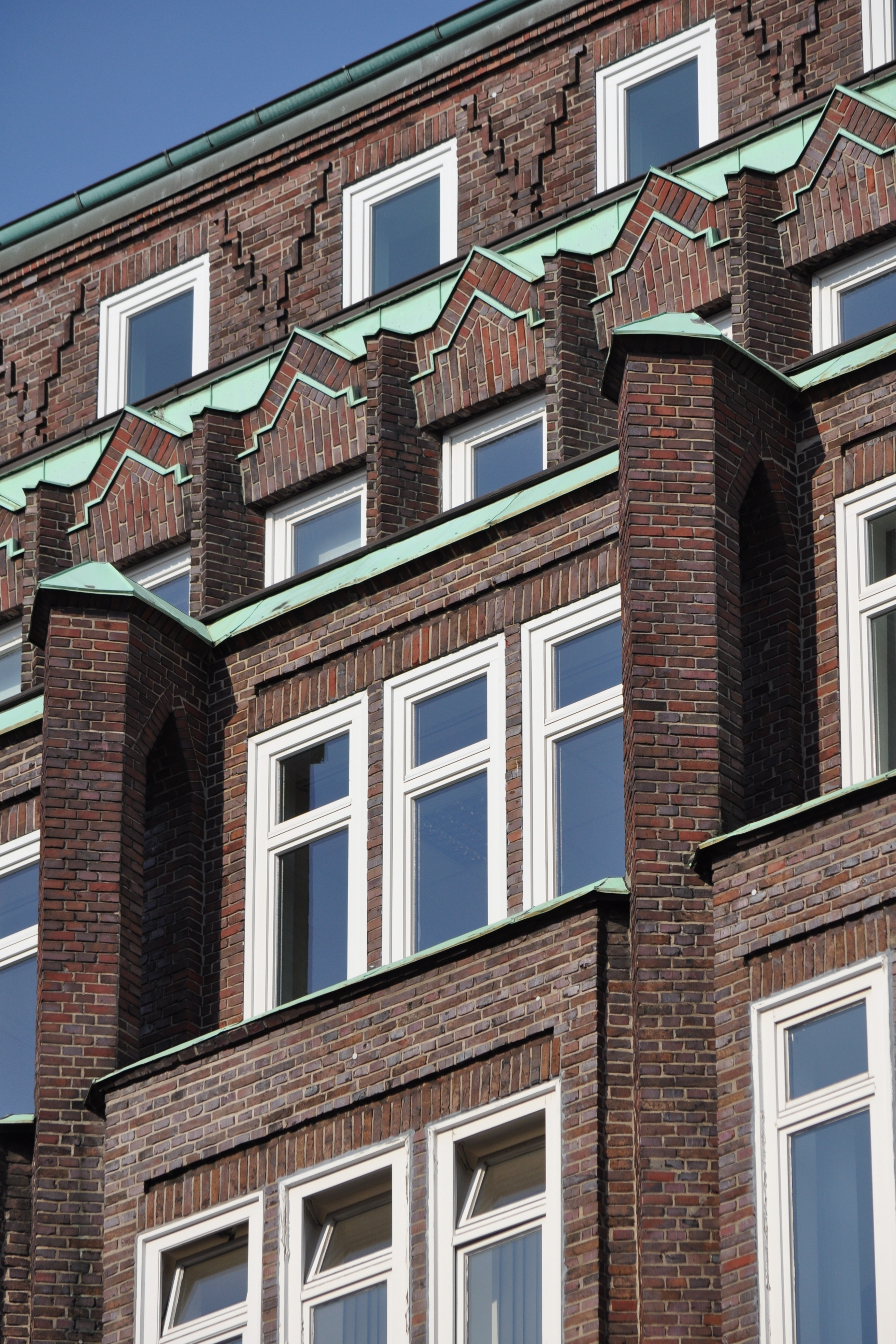
モンタンホーフ（拡大）
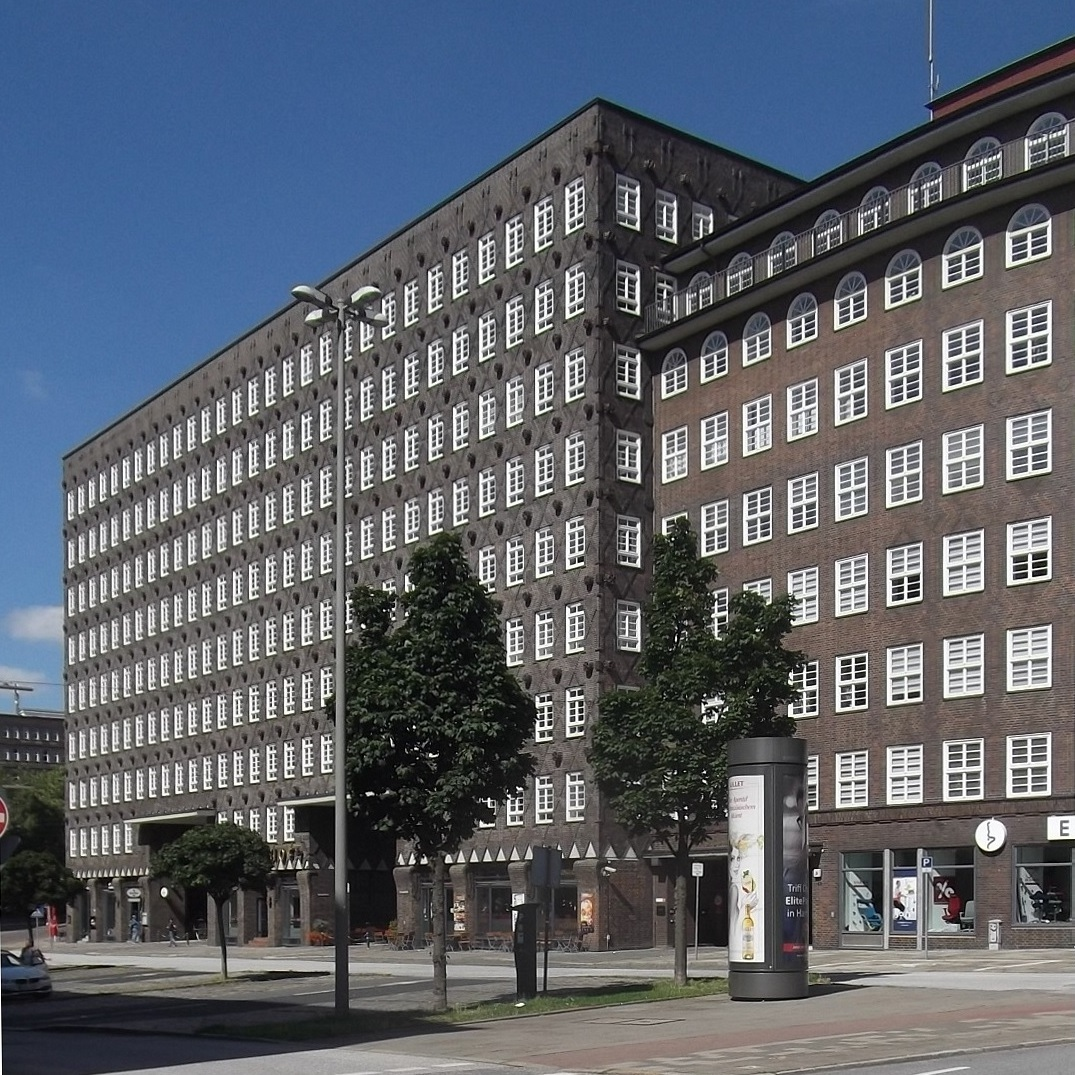
シュプリンケンホーフのファサード
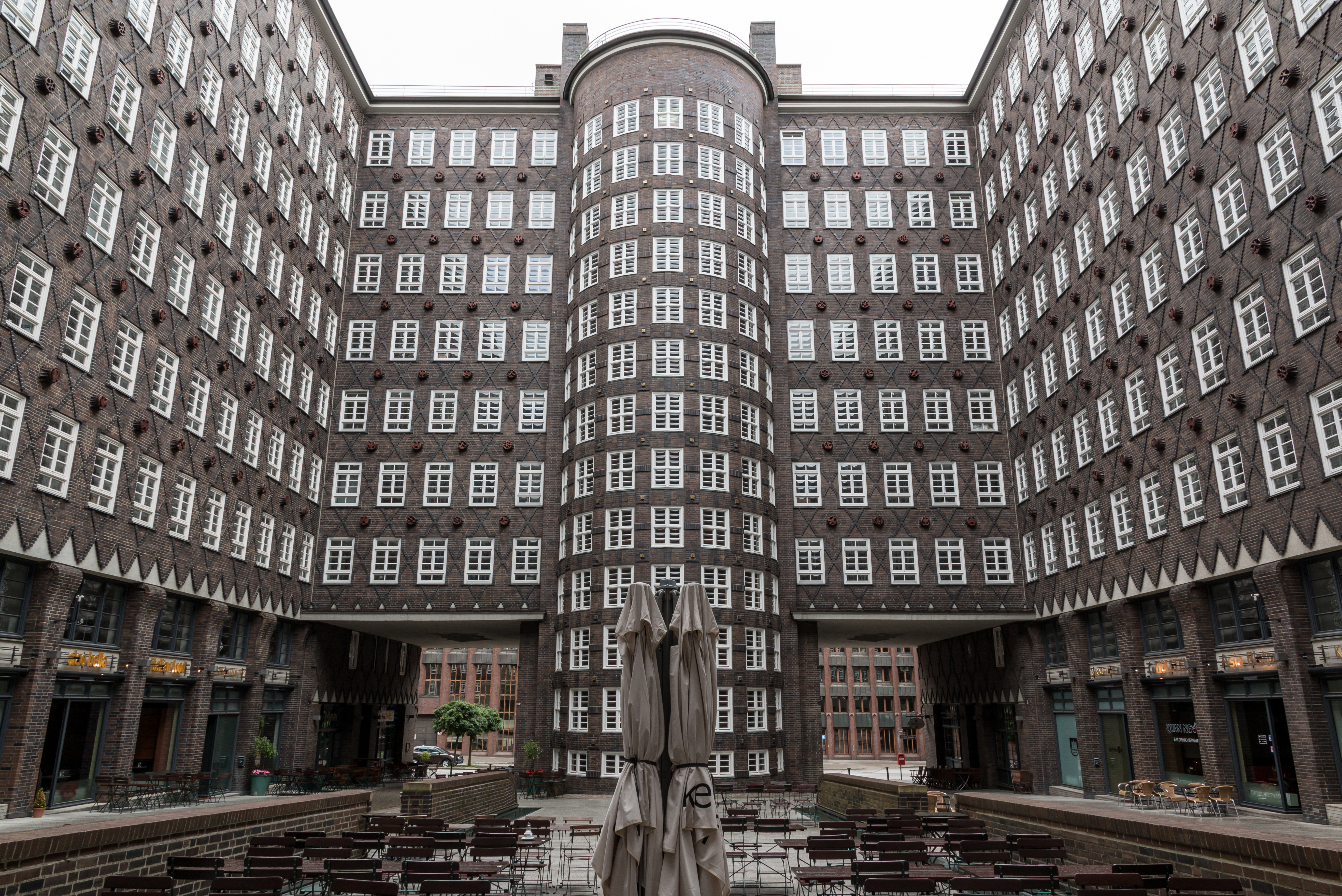
シュプリンケンホーフの中庭

### チリハウス

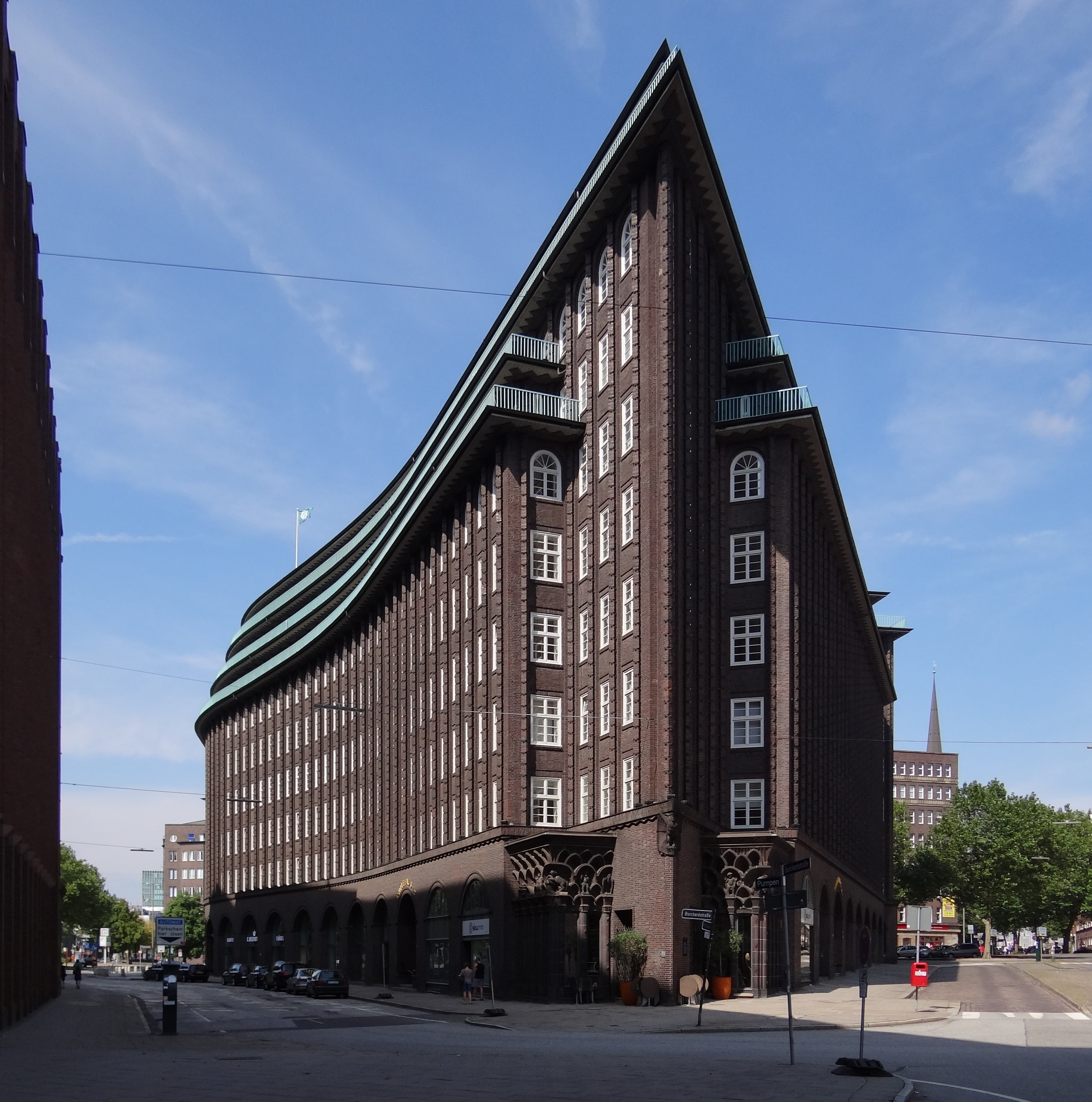
チリハウス

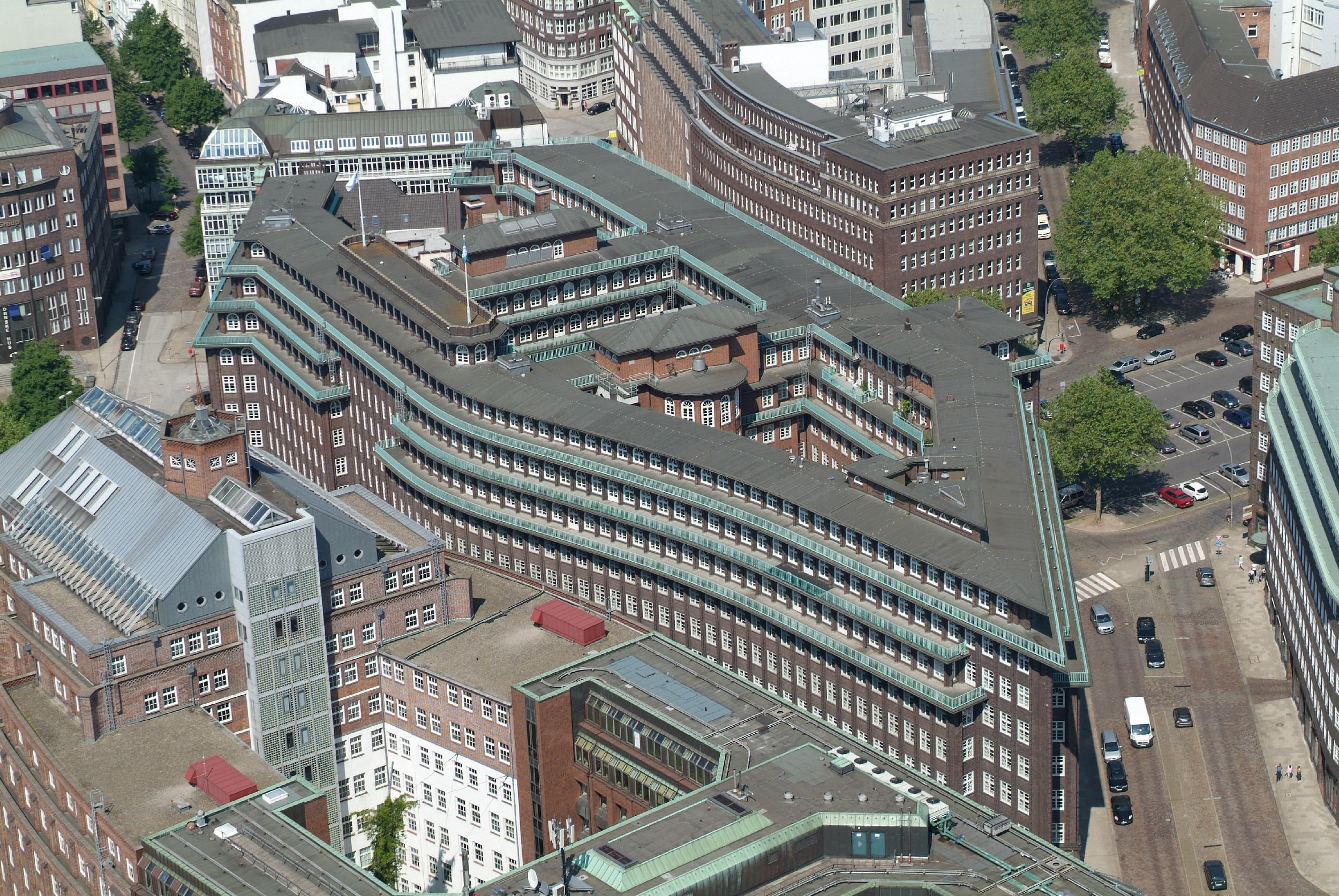
上空から見たチリハウス。中庭を横一文字に区切る建物の下に道路があり、当初はそこで二分される予定だった。

ドイツの表現主義建築は、いくつかの傾向に分けることができ、その一つに、北ドイツの伝統的な建材であるレンガを使った造形があった。そうしたレンガを駆使した表現主義建築をよく体現しているのが、フリッツ・ヘーガーの代表作、チリハウス (Chilehaus) である。1922年着工、1924年4月竣工。面積5,950 m2、延べ床面積36,000 m2。10階建てで、中はテナントが自由に利用しやすいように、垂直の動線を中央に集め、仕切り壁などは設けなかった。チリハウスの名は、チリ硝石の取り扱いで財を築いたハンブルクの富豪ヘンリー・ブラレンス・スローマンに由来する。
チリハウスが建っているのは2つの街路に挟まれた2区画である（Burchardplatz 1-2番地）。一帯に元々あった建物群は、1892年のコレラ流行の後に取り壊された。市は新たに商館を建てることに決めたが、その用地を競売で取得したのがスローマンであった。スローマンは当初、知人の会社経営者を通じて建築家を選定する予定だったが、そこに自ら売り込みをかけたのがヘーガーであり、その提案をスローマンが受け入れて依頼することとなった。
2区画の間には道路が通っているため、当初の建築案では二棟に分かれるデザインだったが、反対した地元議員をヘーガーが説得し、道路をまたぐ一体的な建物へと変更した。それにより、200メートルにわたる長大なファサードが実現したのである。
チリハウスもコンクリート構造の建物ではあるが、外装材にはレンガ（クリンカー煉瓦）が用いられた。ヘーガーは自然や風土と一体化する建築を目指し、それを体現するものとしてレンガを評価し、「建築の宝石」と称えていた。他方で、当時広まりつつあったインターナショナル・スタイルには強い嫌悪感を表明していた。チリハウスにおけるレンガは構造の重量を支える必要が無い分、ヘーガーは自由なデザインでもって貼り付けていった。その数は実に480万個にもなるという。
チリハウスといえば、その東端の鋭いファサードに特色があるが、元々の設計には存在していなかった。その形は、ヘーガーが途中で計画を変更して追加し、スローマンとの議論を経て確定したものである。それはしばしば船の舳先にも例えられるが、そのダイナミックさは他の表現主義建築にも先例がなく、ハンブルクにとどまらずベルリンの表現主義建築にまで影響を与えたとされる。カール・ヴェルマンは、チリハウスについて「新しい造形の規範を大きな商館建築のために見いだした」と評価したが、それにとどまらず、文学界でもルドルフ・G・ビンディングが激賞するなど、広範な反響を引き起こした。

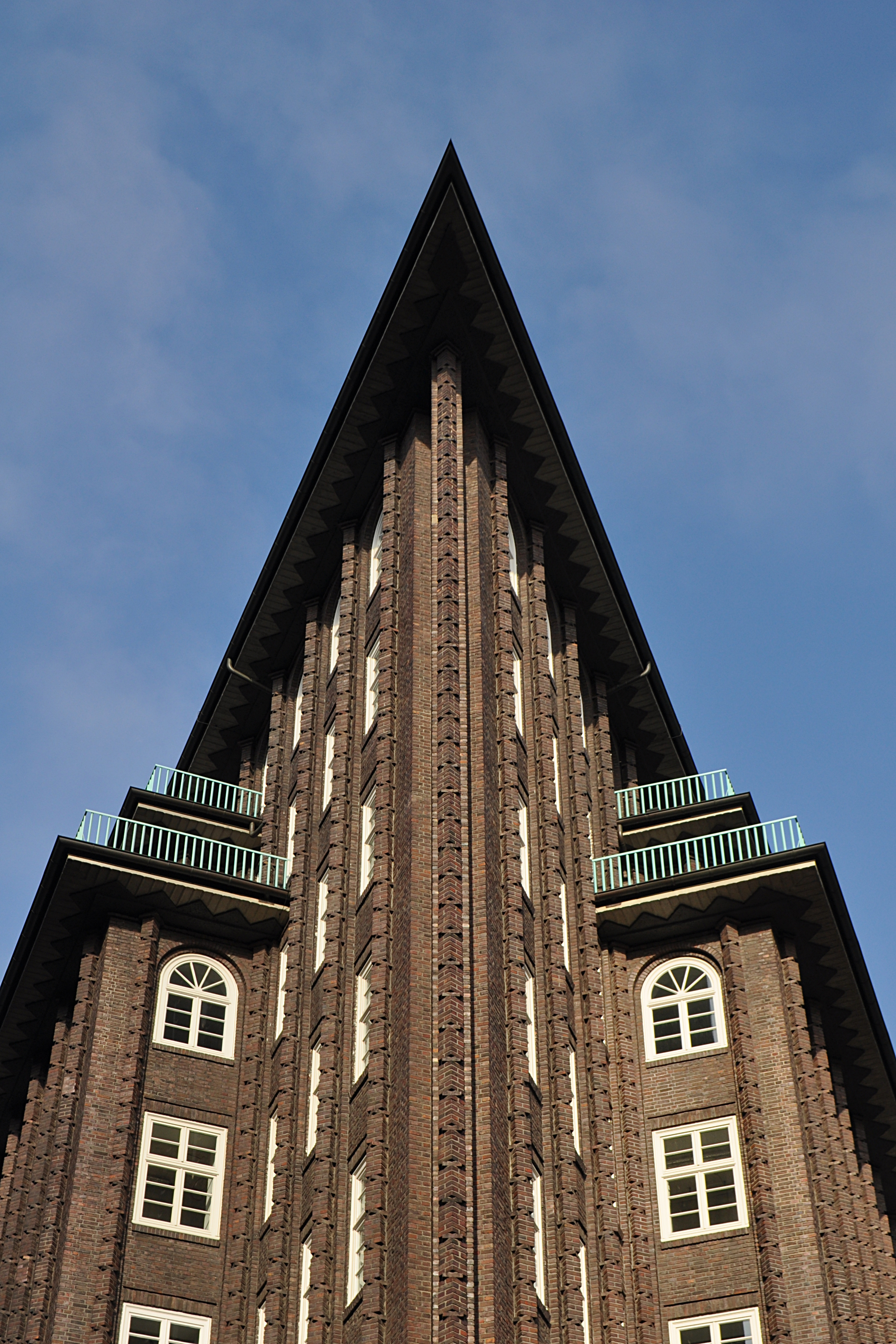
チリハウスの東端
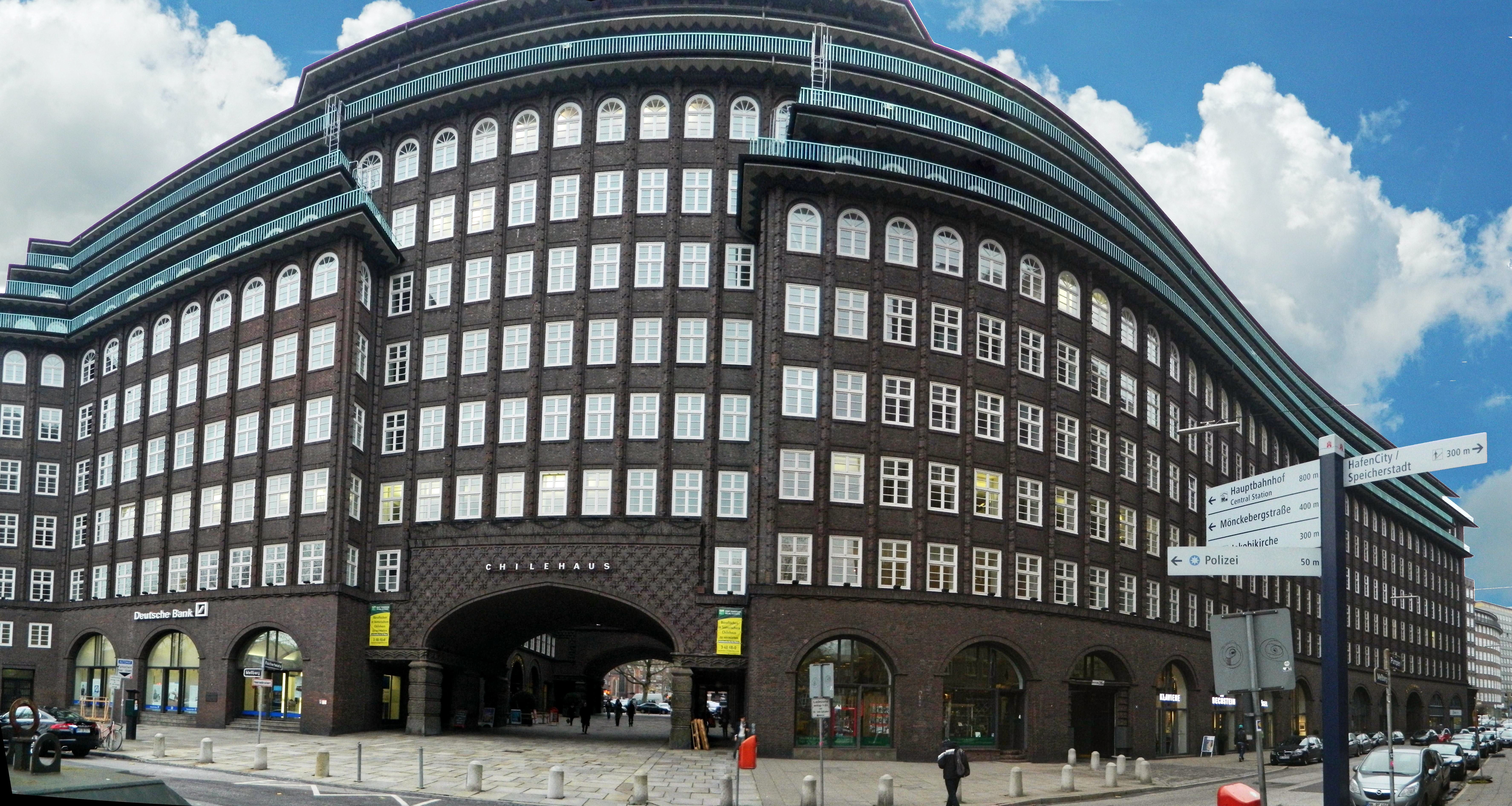
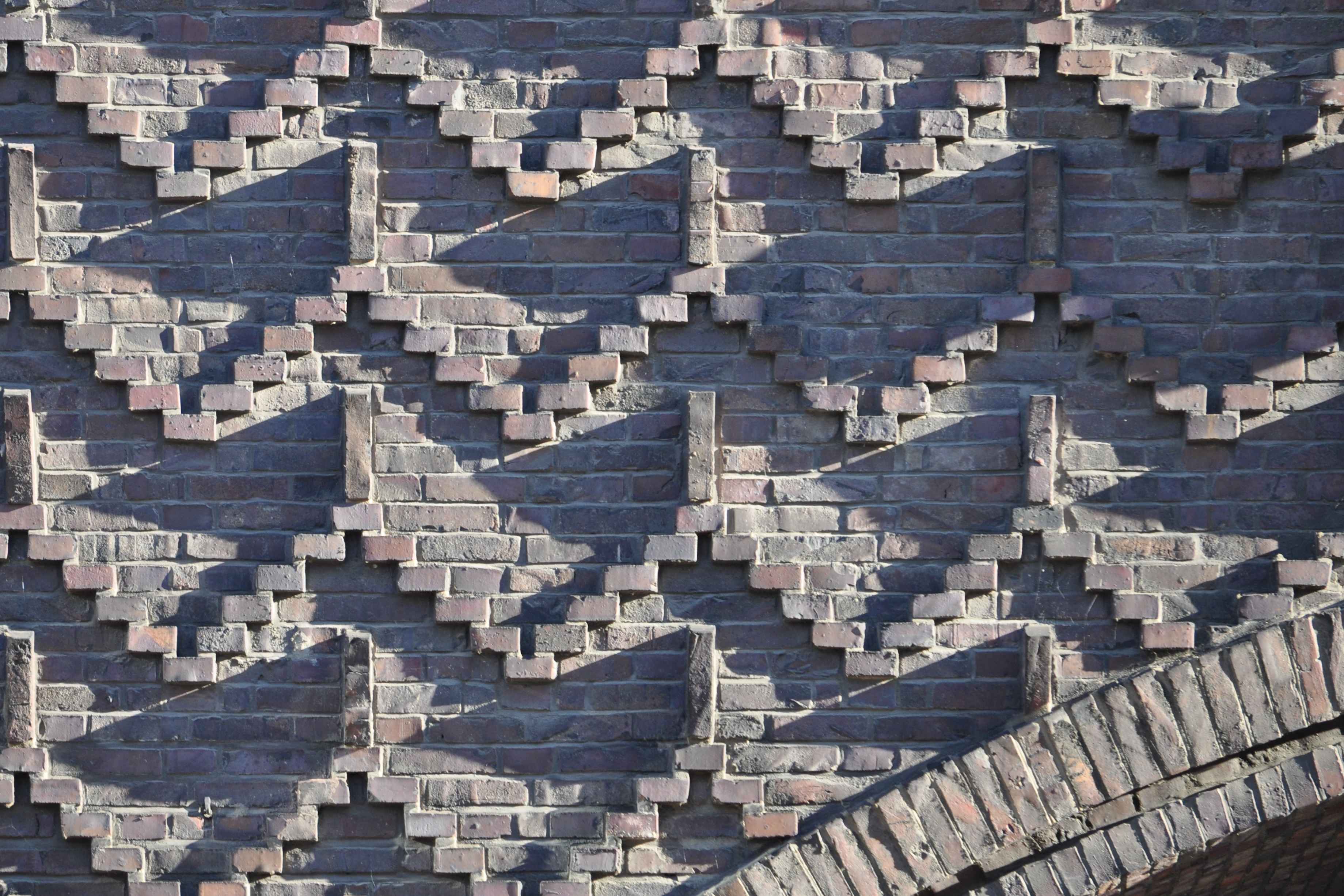
チリハウスの煉瓦模様
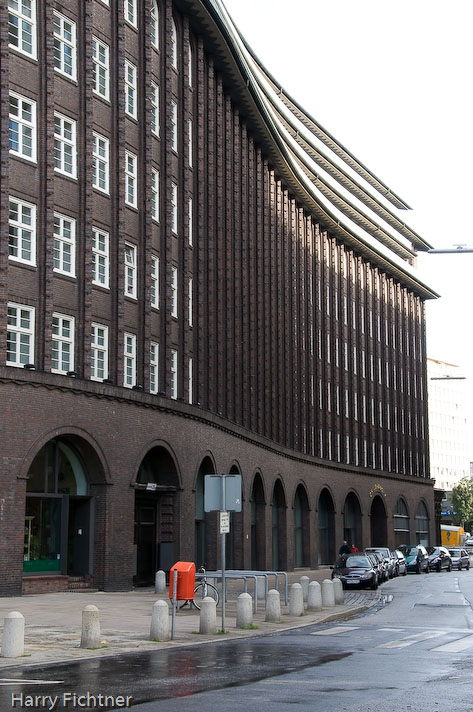
壁面のカーブ

## 登録経緯
この物件が最初に世界遺産の暫定リストに記載されたのは、1999年9月20日のことだったが、その時点で対象となっていたのはチリハウスのみであり、コントーアハウス地区やシュパイヒャーシュタットにまで拡大されたのは2007年2月1日のことだった。その正式な推薦は、2014年1月23日に行われた。
比較研究の対象となったのは、その時点では世界遺産だった海商都市リヴァプール（イギリスの世界遺産、2004年登録/2021年抹消）のほか、世界遺産になっていないロッテルダム、ニューヨーク、リオデジャネイロなどの世界各国の港町などで、日本からは横浜赤レンガ倉庫が比較対象となった。
ドイツ当局は当初、世界遺産の登録基準のうち、(1), (2), (3), (4) に該当するものとして推薦していた。しかしながら、ICOMOSの勧告では否定的な指摘が相次いだ。まず、創造的才能に適用される基準 (1) は、チリハウスの秀逸さと結び付けられていた。しかし、ICOMOSは、確かにチリハウス単体としてならば、建築学に関する各種文献でも参照されており、適用できる可能性があるとしつつも、その証明が不十分であり、また、倉庫街やビジネス街全体としてみた場合には該当しないとして退けた。
建築や技術の交流に適用される基準 (2) は、国際貿易の急成長に合わせた機能集約的な都市設計などと結び付けられていたが、ICOMOSは、機能の集約自体は他の都市でも見られうるものであって、その見本としての価値を持つことの証明がなされていないとして退けた。
文明や文化的伝統などに関する基準 (3) は、ハンザ同盟の港町としての伝統と結び付けられたが、ICOMOSは整備された地区がハンブルク限定のものであって、文化的伝統や文明というには限定的に過ぎるとして退けた。
しかし、人類の重要な時代と結びつく建造物群などに適用される基準 (4) のみは、ドイツ当局が推薦後に提出した追加情報も踏まえて当てはまることを認め、その基準のみの適用による「登録」を勧告した。
2015年の第39回世界遺産委員会の審議では、委員国からも賛成意見が相次ぎ、問題なく登録が認められた。ただし、緩衝地域については拡大すべきことなどが勧められた。

### 登録名
上述の通り、この物件は当初、表現主義の傑作であるチリハウスを単独で推薦するものであったが、ICOMOSの評価の重点はそこに無かった。そのICOMOSの登録勧告では、登録名からチリハウスを除外し、「シュパイヒャーシュタットとコントーアハウス地区」(Speicherstadt and Kontorhaus District) と単純化することも勧められていた。しかし、委員会審議では委員国トルコの反対意見が支持され、登録名称の変更は行われなかった。
その結果、この世界遺産の正式登録名は、英語: Speicherstadt and Kontorhaus District with Chilehaus およびフランス語: La Speicherstadt et le quartier Kontorhaus avec la Chilehaus となった。その日本語名は、ドイツ語部分を日本語に直すかどうかも含め、以下のような揺れがある。
- ハンブルクの倉庫街とチリハウスを含む商館街 - 日本ユネスコ協会連盟[20]、地球の歩き方[77]
- チリハウスと倉庫・商社地区 - なるほど知図帳[78]
- シュパイヒャーシュタットと、チリハウスのあるコントールハウス地区 - 世界遺産検定事務局[21]
- シュパイヒャーシュタット及びチリハウスのあるコントールハウス地区 - 東京文化財研究所[71]
- チリハウスとシュパイヒャーシュタットおよびコントールハウス地区 - 月刊文化財[79]
- シュパイヘルシュダッドとチリハウスのあるコントールハウス地区 - 古田陽久・古田真美[59]
- チリハウスを含むシュパイヘルシュダッドとコントールハウス地区 - 今がわかる時代がわかる世界地図[80]

## 登録基準
この世界遺産は世界遺産登録基準のうち、以下の条件を満たし、登録された（以下の基準は世界遺産センター公表の登録基準からの翻訳、引用である）。
- (4) 人類の歴史上重要な時代を例証する建築様式、建築物群、技術の集積または景観の優れた例。
  - 世界遺産委員会はこの基準の適用理由について、この物件が「19世紀後半から20世紀初頭の国際貿易において、急成長を遂げたことの結果を縮図的に示す建造物群に関し、その類型の顕著な例を含んでいる」とし、「質の高いデザインと機能的な建築は歴史主義と近代主義の外観を呈しつつ、それぞれにこの物件を、海運倉庫群と近代主義的オフィスビル群の傑出した集積体とならしめている」[81]とした。